# Grote Markt (Kortrijk)

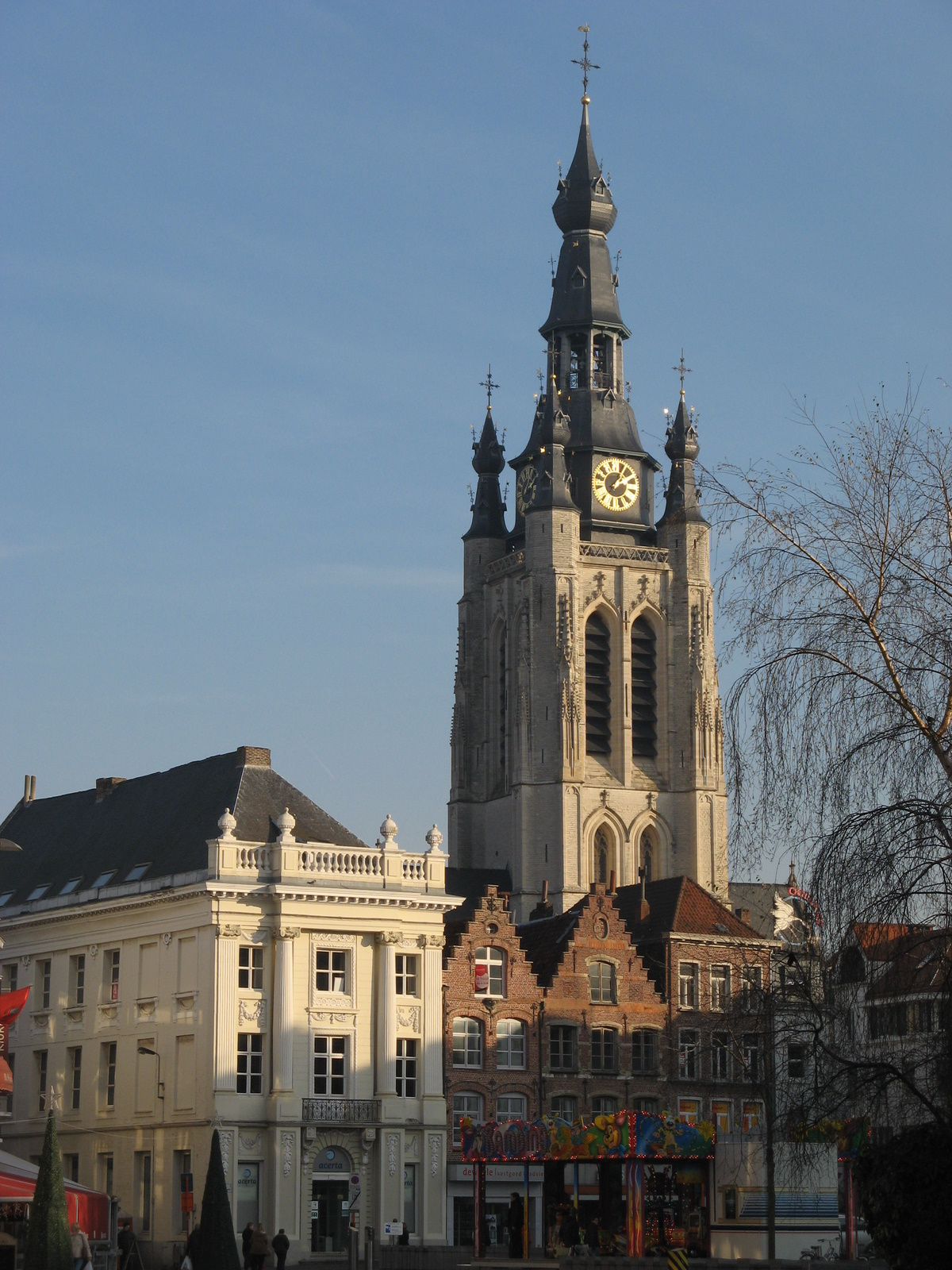
Grote Markt met de Sint-Maartenskerk (2010)

De Grote Markt van Kortrijk ontstond pas in 1899 na het slopen van de Oude Lakenhalle rondom het Belfort. De afzonderlijke pleintjes de Pottenmarkt, de Kledermarkt, de Fruitmarkt (later de Melkmarkt), de Eiermarkt, de Zuivelmarkt (later de Groentenmarkt) smolten samen tot de Grote Markt. Zijn opvallende vorm met een gebogen oostelijke zijde heeft hij te danken aan het eerste grafelijke kasteel dat er in de vroege middeleeuwen aan grensde.
Midden de Grote Markt verrijst het Belfort, dat al in 1307 vermeld werd, en het monument voor de gesneuvelden van de Eerste Wereldoorlog. Het plein is omgeven door verschillende historische panden zoals onder andere het gotisch renaissance Stadhuis. Tegenwoordig zijn er diverse restaurants, hotels en cafés met terrassen.
Het plein werd in 1999-2000 heraangelegd naar een plan van de Italiaanse architecten Bernardo Secchi en Paola Vigano waarbij het grootste gedeelte van het plein autovrij werd gemaakt. Vanaf de Grote Markt zijn diverse winkelstraten zoals de Korte Steenstraat, Leiestraat en de Lange Steenstraat makkelijk te bereiken.

## Geschiedenis

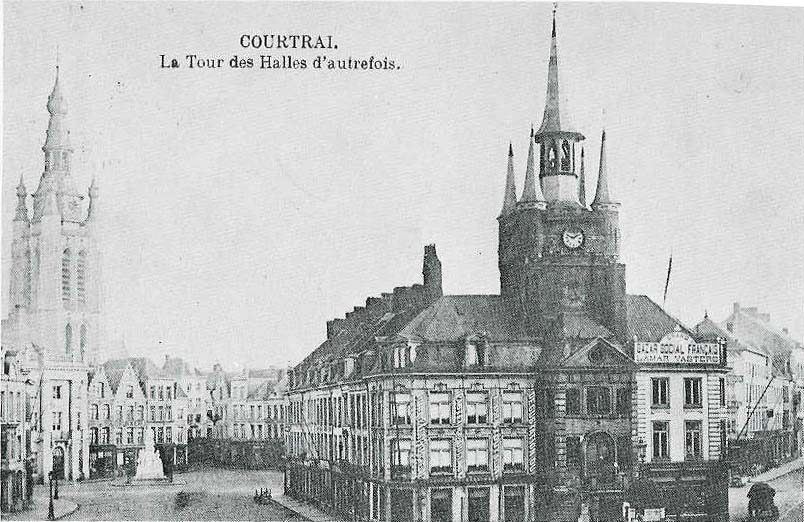
De kleine Lakenhallen in 1897 op de huidige Grote Markt.

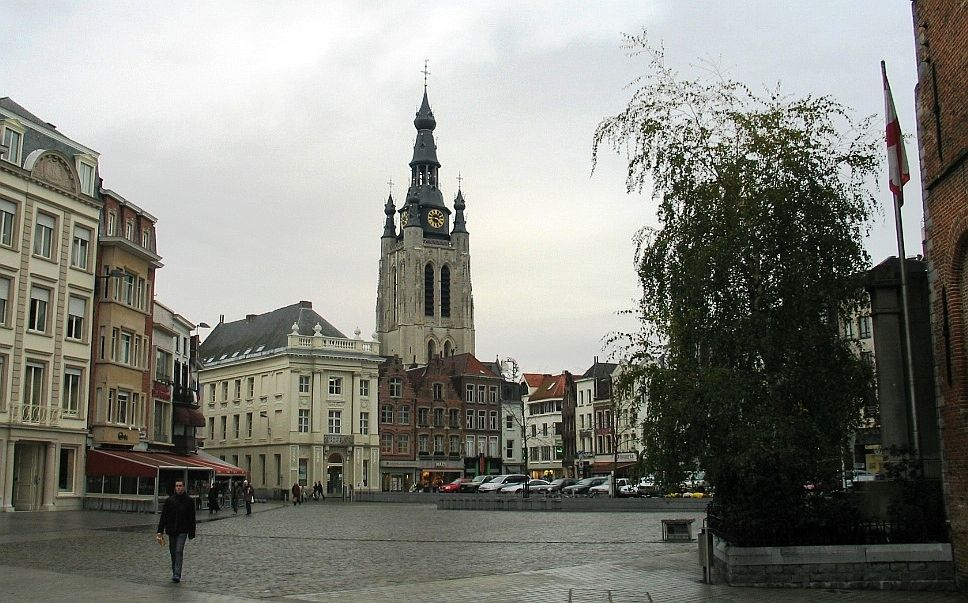
Grote Markt met de Sint-Maartenskerk (2004)

Er bestaat geen zekerheid of de Grote Markt op dezelfde plaats ligt als het forum van het Romeinse Kortrijk. Het staat vast dat de buurt in het begin van onze tijdrekening reeds bewoond was. Hiervan getuigen de fragmenten van Romeinse panden, die aan de noordkant van de Grote Markt gevonden werden. In de 16e eeuw werd het gedeelte tussen de Kleine Lakenhalle en de Sint-Maartenskerk de Oude Marct genoemd. Op deze Oude Markt stond rond 1900 een standbeeld van bisschop Désiré de Haerne. Dit beeld verhuisde naar het Casinoplein en later naar de Mgr. De Haernelaan in de Stationswijk-Zuid.
Van 1893 tot 1957 liepen de sporen van de stadstrams over de Grote Markt.
Met het slopen van de huizen rond de Halletoren in 1899 werd de open ruimte aanzienlijk vergroot. Op die plaats kwam een groot driehoekig plein.
In 1960 werd de Grote Markt heraangelegd met nieuwe parkeerpleinen en twee geasfalteerde wegen aan weerskanten van het Belfort voor het doorgaand verkeer. In 1999 werd de Grote Markt volledig heraangelegd naar een plan van de Italiaanse architecten Bernardo Secchi en Paola Vigano. Hierbij werd het grootste gedeelte van het plein autovrij gemaakt en geldt het nu als voetgangerszone.

## Wekelijkse markt
Elke maandag van 8u tot 13u vind hier de markt plaats.

## Panden

Stratenplan

Langsheen de Grote Markt liggen ook enkele opvallende toeristische bezienswaardigheden zoals het historische stadhuis, het door UNESCO beschermde Belfort, het monument voor de gesneuvelden van de beide Wereldoorlogen en diverse historische panden.
- nr. 1: Chapeluur, vroeger café 't Zweerd in de 16de eeuw De Coninginne van Spanje.
- nr. 2: Brasserie César, vroeger café Français, met classicistische gevel uit 1863.
- nr 5: Apotheek Crocodile, apotheek sinds 1895 met iconische krokodil in glasraam.
- nr. 19: Stadspaleis Den Roeland, een monumentaal pand, vermoedelijk circa 1790.
- nrs 20-21: Restaurant Vincent & Jilles Bier & Burgers, twee 17de-eeuwse huizen met beschermde trapgevel.
- nr 24: kledingzaak Veneto, dateert eveneens uit de 17de eeuw en werd vroeger Het Gouden Cruys genoemd.
- nr 40: Indisch restaurant Aankhi Jhyal, de smalle gevel uit 1770 is bekroond met een Vlaamse dakkapel.
- nr 41: Hotel Damier, met een voor Kortrijk zeldzame 18de-eeuwse rococogevel.
- nr 54: Stadhuis: laatgotisch stadhuis, van oorsprong uit 1417. Bevat elementen van de renaissance. De voorgevel is verfraaid met beelden van de graven van Vlaanderen.[1]

## Evenementen
Op de Grote Markt vinden er jaarlijks tal van evenementen plaats.
- De Paasfoor in april
- De Sinksenfeesten in juni
- Winter in Kortrijk in december en januari
- Op de Belgische feestdag op 21 juli vindt er op de Grote Markt een vuurwerkspektakel plaats.
- Diverse televisieprogramma's speelden zich af op en rond dit plein:
  - Fata Morgana (2008)
  - Mijn Restaurant finale (2008)
  - Zo is er maar één (2009)
  - Villa Vanthilt (2010)